# Colladonus serratus
Colladonus serratus är en insektsart som beskrevs av Nielson 1988. Colladonus serratus ingår i släktet Colladonus och familjen dvärgstritar. Inga underarter finns listade i Catalogue of Life.